# Línea Follo
La línea Follo (en noruego: Follobanen) es un ferrocarril de alta velocidad de 22,5 kilómetros entre Oslo y Ski, Noruega. Paralela a la línea de Østfold, estará diseñada para alcanzar los 250 km/h. Las estaciones terminales serán la estación central de Oslo y la estación de Ski. La mayor parte de la línea, 19 kilómetros, discurrirá por un túnel de dos tubos denominado túnel Blix, que será el túnel ferroviario más largo del país. Las obras comenzaron en 2014 y se estima que estarán terminadas en diciembre de 2022. La Línea Follo aumentará la capacidad de doce a cuarenta trenes por hora a lo largo del Corredor Sur, y permitirá que los trenes exprés y regionales reduzcan el tiempo de viaje de Ski a Oslo de 22 a 11 minutos. Se prevé que la línea cueste más de 26.000 millones de coronas noruegas (NOK) en 2014.
El proyecto es una continuación del plan de la Administración Nacional de Ferrocarriles de Noruega (ahora Bane NOR) de construir cuatro vías a lo largo de los tres corredores principales que salen de Oslo; la línea Gardermoen se completó en 1998 y la línea Asker en 2011. Entre 1989 y 1996, la línea de Østfold, al sur de Ski, hasta Moss, se modernizó con doble vía y mayor velocidad. Para aprovechar al máximo esta circunstancia y permitir que el resto de la línea de Østfold se mejore para alcanzar altas velocidades, es necesario aumentar la capacidad a través del cuello de botella de Oslo a Ski.
Se prevé que la nueva línea aumente en un 63 % el número de pasajeros en hora punta y que el aumento de las mercancías por ferrocarril elimine 750 camiones diarios de la ruta europea E18.
Los primeros planes para la línea Follo se lanzaron en 1995, e incluían también una estación intermedia en Vevelstad y Kolbotn.

## Antecedentes
El primer ferrocarril del distrito de Follo fue la línea de Østfold de los Ferrocarriles Estatales de Noruega (NSB) que se inauguró el 2 de enero de 1879, entre la estación de Oslo Este y Halden. Ese mismo año, la línea se amplió hasta la frontera sueca, donde se conectó con la línea Noruega/Vänern. La importancia de la estación de Ski aumentó el 24 de noviembre de 1882, cuando se convirtió en la estación en la que se dividía la línea de Østfold Este, y pasaba por Østfold Interior hasta Sarpsborg, donde las dos líneas volvían a conectarse. La electrificación del tramo de Oslo a Kolbotn se completó el 18 de enero de 1937, y el tramo a Ski se terminó en 1939; toda la línea de Østfold se completó en 1940. Entre 1924 y 1939, NSB construyó vía doble a lo largo de la ruta entre Ski y Oslo. De 1989 a 1996, NSB mejoró la vía a doble vía desde Ski hasta Sandbuka, justo al norte de Moss. Este tramo es capaz de alcanzar velocidades de 200 km/h, aunque el máximo es de 160 km/h debido a las cortas distancias entre paradas y a las limitaciones del material rodante.
En 1992, el Parlamento noruego decidió construir el primer ferrocarril de alta velocidad de Noruega, desde Oslo, pasando por el nuevo aeropuerto de Oslo-Gardermoen hasta Eidsvoll. Esta línea discurriría en paralelo a la línea Hoved, aumentando la velocidad y la capacidad a lo largo del recorrido. Los trenes rápidos y regionales podrían circular por el nuevo tramo, mientras que los trenes de cercanías, más lentos, utilizarían las antiguas vías y podrían hacer muchas paradas sin molestar al resto del tráfico. En la década de 1990 se pusieron en marcha proyectos para crear circunvalaciones de alta velocidad similares desde Oslo a Ski, y desde Skøyen (al oeste de Oslo) a Asker. La construcción de esta última -bautizada como Línea Asker- comenzó en 2001; el primer tramo de Asker a Sandvika se inauguró en 2005, y el segundo tramo hasta Lysaker, en 2011. La línea de Østfold entre Oslo y Ski sigue siendo el mayor cuello de botella de la red ferroviaria noruega. La línea limita la vía a doce trenes por hora (seis por sentido) e impide que los trenes de mercancías la utilicen en hora punta. El cuello de botella se produce porque hay hasta cuatro trenes cada hora que hacen paradas en todas las estaciones, y estas paradas retrasan todos los trenes exprés y regionales que les siguen. El tiempo de viaje es de 22 minutos para los trenes directos a Ski, y de 31 minutos para los trenes de cercanías con un límite de velocidad de 80 km/h en la mayor parte de la línea. La capacidad de la doble vía mejorada de Ski a Moss no puede utilizarse plenamente debido a las limitaciones en el tramo de Ski a Oslo, y es imposible aumentar el número de trenes de mercancías en el Corredor Sur hacia Suecia y Europa continental sin reducir el número de trenes de pasajeros.
A pesar de la doble vía existente en todo el trayecto de Oslo a Moss, una nueva mejora hacia el sur no podrá aumentar la capacidad más allá del actual tren por hora a Fredrikstad, Sarpsborg y Halden. Los planes más optimistas implican la finalización de las primeras mejoras de la vía al sur de Moss simultáneamente con la línea Follo. La Administración Ferroviaria y el Ministerio de Transportes están trabajando en propuestas para una línea de alta velocidad entre Oslo y Gotemburgo (Suecia). Lo más probable es que esta línea utilice la Follo Line para el trayecto inicial desde Oslo.

## Ruta

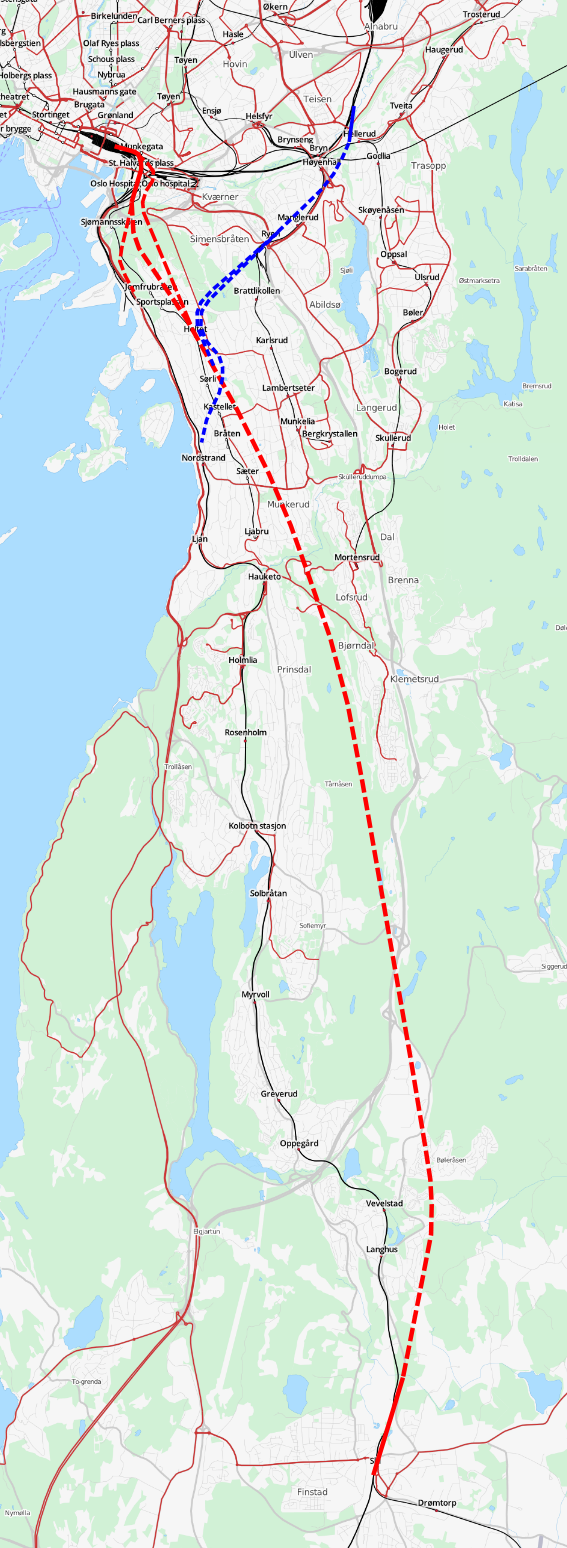
Mapa de la línea existente y la nueva.

El plan inicial de 1995 incluía dos estaciones intermedias, en Vevelstad y Kolbotn. Los planes también sugerían la construcción de la línea en dos fases, primero entre Ski y Kolbotn, y luego de Kolbotn a Oslo. En 2008, la Administración Nacional de Ferrocarriles anunció dos posibles planes para el derecho de paso, ambos predominantemente en túnel. Una propuesta incluía Kolbotn, la otra no. Ambas excluían Vevelstad como estación de la nueva línea, ya que la estación no podría desarrollarse como centro de operaciones, y seguiría manteniendo los servicios a lo largo de la línea de cercanías existente. Un informe de Det Norske Veritas publicado en 2008, y encargado por la Administración Ferroviaria, concluía que ni una estación en Vevelstad ni en Kolbotn podían soportar el coste adicional de la construcción. Se calcula que una línea directa sin paradas intermedias costaría 11.000 millones de coronas noruegas, mientras que una línea a través de Kolbotn costaría 13.500 millones. El informe también argumenta que las paradas intermedias disminuirían la capacidad y aumentarían el tiempo de viaje para todos los pasajeros que salieran del sur de Ski y viajaran hacia el norte. La exclusión de Kolbotn también aumentaría la importancia de Ski como centro de transporte público regional. En 2009, la Administración Ferroviaria abandonó los planes de construir la línea a través de Kolbotn, afirmando que era más importante asegurar una conexión rápida con Ski. Al mismo tiempo, prometieron mejorar la estación existente en Kolbotn.
La línea ferroviaria está planeada para un mínimo de 250 km/h, aunque se están considerando velocidades más altas. La fecha más temprana para el inicio de las obras es 2014, lo que permitiría su finalización en 2020/21. La estación de esquí también se mejorará como parte del proyecto, y se ampliará a seis vías. Se ha previsto conectar la línea oriental de Østfold con la línea más lenta en el punto en el que la línea oriental de Østfold se desvía de la línea de Østfold en Ski. Sin embargo, esto se ha cambiado para que los trenes locales de Østfold Oriental puedan viajar a Oslo más rápidamente por las nuevas vías.
Justo al sur de la estación central de Oslo, cada una de las dos vías se desviará y seguirá rutas diferentes. La vía de entrada enlazará con la línea de Østfold en Sjursøya, mientras que la vía de salida se desviará en Loenga. En Nordstrand se realizará una conexión adicional con la línea de Østfold. La línea Østfold conecta con la línea Hoved y la línea Loenga-Alnabru antes de llegar a la estación central de Oslo (Oslo S). Si se opta por la alternativa de Kolbotn para la Línea Follo, la Línea Østfold se reconstruirá para seguir un recorrido similar al de la estación de Kolbotn, lo que requerirá un nuevo edificio de estación para albergar las dos líneas. En esta ruta alternativa, las dos líneas entrarán en la estación de Kolbotn a dos niveles, con la línea Follo circulando en un túnel por debajo, y la línea Østfold circulando a nivel por encima.

## Impacto
La línea Follo permitirá aumentar la capacidad del corredor sur de Oslo de unos doce a cuarenta trenes por hora. Los trenes de cercanías y de mercancías utilizarán la línea Østfold, mientras que los trenes regionales y exprés utilizarán la línea Follo. El tiempo de viaje se reducirá de 22 a 11 minutos. Con la nueva línea, habrá 11.000 viajes más de transporte público por el corredor; esto incluye un aumento del 67% en hora punta y del 43% el resto del día. Esto permite una reducción de 5.800 viajes en coche al día y reduce las emisiones de dióxido de carbono en 5.474 toneladas. La capacidad en hora punta sería de ocho trenes por hora hasta Kolbotn, y cuatro seguirían hasta Ski por la antigua línea. La nueva línea tendría cuatro trenes a Moss, dos a Mysen y dos a Halden. La frecuencia se reduciría a la mitad en las horas valle.
La línea de Østfold es el ferrocarril que conecta Noruega con Europa continental, y el 80% de todo el transporte internacional de mercancías por tierra pasa por Østfold. Hasta que no se abra la Follo Line, no se podrá aumentar la capacidad de los trenes de mercancías internacionales con destino a Noruega. La Administración Ferroviaria ha fijado el objetivo de triplicar la cantidad de mercancías por ferrocarril para 2040, lo que para el Corredor Sur equivale a la eliminación de 750 camiones diarios de la ruta europea E18. La línea Follo también permitirá el paso de trenes de mercancías en horas punta.

## Retrasos en la finalización
La finalización del proyecto estaba prevista inicialmente para finales de 2020. A partir de agosto de 2021, el servicio a Suecia está interrumpido (debido a los controles fronterizos introducidos en la pandemia de Covid-19), y el servicio a los suburbios del este de Oslo se retrasa o se interrumpe de forma rutinaria durante semanas.